# Aristid Mlađi
Aristid Mlađi, starogrčki slikar
Grčki slikar u drugoj polovici 4. stoljeća pr. Kr., unuk Aristida Starijega. Antička tradicija spominje ga kao jednog od najistaknutijih pobornika enkaustičkog slikarstva i kao majstora u prikazivanju jakih psihičkih uzbuđenja.